# مرتضی اعلمی
مرتضی اعلمی (زادهٔ ۱۳۵۰ بروجرد) سیاست‌مدار و مدیر اجرایی ایرانی است که هم‌اکنون در دولت سیزدهم به‌عنوان معاون وزیر و مدیرعامل سازمان اتکا فعّالیت می‌کند.
مرتضی اعلمی از مدیران اجرایی در حوزه اقتصادی است که تا سال ۱۴۰۰ مدیرعامل شرکت فروشگاه‌های زنجیره‌ای اتکا بود.
او همزمان با استقرار دولت سیزدهم در ایران توسط سرتیپ محمدرضا قرائی آشتیانی وزیر دفاع و پشتیبانی نیروهای مسلح به سمت معاون وزیر مدیر عامل سازمان اتکا منصوب و جایگزین سرتیپ دوم پاسدار مسعود حشمتی‌پور می‌شود.
اعلمی در مرداد ۱۴۰۱ نیز طی حکمی دیگر از سوی سرتیپ محمدرضا قرائی آشتیانی با حفظ سمت به عنوان رئیس هیئت مدیره سازمان اتکا و همچنین مشاور اقتصادی  وزیر دفاع و پشتیبانی نیروهای مسلح منصوب شد.
همزمان با سخنان علی خامنه‌ای رهبر ایران در شهریور ۱۴۰۱ مبنی بر «اهمیت مسئله امنیت غذایی»، سرلشکر پاسدار محمد باقری رئیس ستاد کل نیروهای مسلح ایران، مرتضی اعلمی را به سمت دبیر قرارگاه امنیت غذایی و تغذیه نیروهای مسلح منصوب کرد.

## زندگی‌نامه
مرتضی اعلمی در سال 1350در شهر بروجرد زاده شد. وی دکتری مدیریت دولتی را از دانشگاه دریافت کرد. اعلمی در سال ۱۴۰۲ در خلال رایزنی‌ها برای تصدی صندلی وزارت بازرگانی در فهرست نهایی ابراهیم رئیسی رئیس‌جمهور ایران قرار گرفت که البته با توجه به موضوع به تعلیق درآمدن تشکیل وزارت بازرگانی این رایزنی‌ها به حاشیه رفت تا در زمان تشکیل رسمی این وزارتخانه، مجدداً اسامی افراد بر سر زبان‌ها جاری شود.

## سوابق
- مدیر عامل شرکت فروشگاه‌های زنجیره ای سازمان اتکا[۱۱]؛ از ۱۳۹۶ تا ۱۴۰۰
- معاون وزیر دفاع و پشتیبانی نیروهای مسلح جمهوری اسلامی ایران[۱۲]؛ از ۱۴۰۰ تا کنون
- مدیرعامل سازمان اتکا[۱۳]؛ از ۱۴۰۰ تا کنون
- مشاور وزیر دفاع و پشتیبانی نیروهای مسلح در امور معیشت کارکنان نیروهای مسلح؛ از سال ۱۴۰۰ تا کنون
- رئیس هیئت مدیره سازمان اتکا[۱۴]؛ از ۱۴۰۱ تاکنون
- مشاور اقتصادی وزیر دفاع و پشتیبانی نیروهای مسلح؛ از سال ۱۴۰۱ تا کنون
- نخستین دبیر قرارگاه امنیت غذایی و تغذیه نیروهای مسلح،[۱۵] ۱۴۰۱ تاکنون
- رئیس هیئت پهلوانی و زورخانه‌ای نیروهای مسلح جمهوری اسلامی ایران

## فروشگاه‌های مگاسیس
در دوران تصدی اعلمی به عنوان مدیرعامل شرکت فروشگاه‌های زنجیره‌ای اتکا، مگاسیس (Megasis) اولین فروشگاه بزرگ ایرانی در کاراکاس، پایتخت کشور ونزوئلا در ۸ مرداد ۹۹ با حضور دکتر سید ابراهیم رئیسی، رئیس‌جمهور، سفیر ایران در ونزوئلا و مقامات دو کشور، افتتاح شد.
این نخستین فروشگاه بزرگ فروش محصولات ایرانی در آمریکای لاتین است که راه را برای صادرات محصولات ایرانی به ونزوئلا و آمریکای لاتین هموار می‌کند.
فروشگاه مگاسیس با افتتاح یک شعبه، کار خود را در کاراکاس آغاز و با هدف تسهیل امور تجاری میان ایران و ونزوئلا و فروش هزاران قلم کالای ایرانی، حدود ۵۰۰ اشتغال مستقیم و غیرمستقیم در کاراکاس ایجاد کرده است.